# HaMa’azin
HaMa’azin (auch HaMaazin, internationaler englischsprachiger Titel Listening In) ist ein Kurzfilm von Omer Sterenberg, der im Februar 2020 bei den Filmfestspielen in Berlin seine internationale Premiere feierte.

## Handlung
Ein junger Mann arbeitet in der Geheimdienstabteilung des israelischen Militärs. Zu seiner Arbeit gehört es, über Kopfhörer Gespräche der Palästinenser zu belauschen. Besonders die Telefonate zweier Männer, die heimlich eine komplizierte Liebesbeziehung führen, ziehen ihn mehr und mehr in ihren Bann. Weil beim Militär auch das Private politisch ist und den beiden Männern zum Verhängnis werden kann, ist sich der junge Mann unsicher, ob er das Gehörte melden und somit die beiden ausliefern, oder aber das Ganze herunterspielen soll.

## Produktion

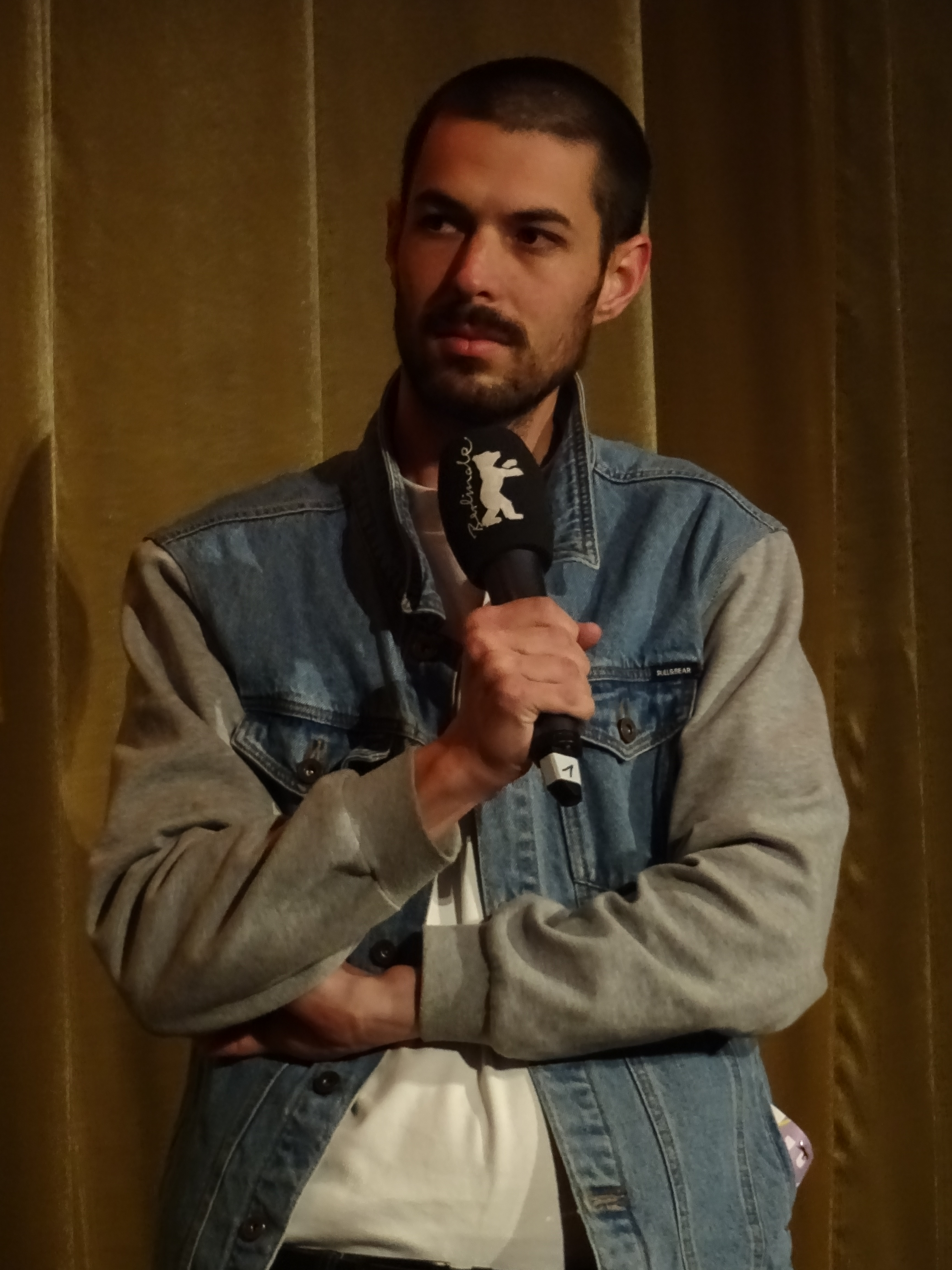
Regisseur Omer Sterenberg

Regie führte Omer Sterenberg, der auch das Drehbuch schrieb. Eitan Gimelman spielt den Soldaten, Louis Abd-El-Massih spielt Karam.
Die Premiere des Films erfolgte im Juli 2019 beim Jerusalem Film Festival. Die internationale Premiere erfolgte im Februar 2020 im Rahmen der Filmfestspiele in Berlin. Mitte Oktober 2020 wurde er beim Chicago International Film Festival vorgestellt.

## Rezeption

### Kritiken
Annette Schuhmann von zeitgeschichte-online.de, dem Portal für Zeitgeschichte vom Leibniz-Zentrum für Zeithistorische Forschung in Potsdam, schreibt: „Wir beobachten elf Minuten lang das Gesicht des sehr jungen Soldaten, der ein Gespräch zwischen zwei sich liebenden Palästinensern abhört.“ Die Sehnsucht der Belauschten, ihr Begehren und die Erinnerungen an die gemeinsamen Nächte materialisierten sich dabei förmlich in den Gesichtszügen des Soldaten. Der Zuschauer höre mit und lese gleichzeitig in dessen Gesicht die ganze Bandbreite des wachsenden Begehrens und seine Verunsicherung angesichts der eigenen Lust, was eine nahezu intime Atmosphäre entstehen lasse, die nicht den Hauch des Voyeurismus besitze und dennoch die Sehnsucht eines anderen Menschen fast körperlich spürbar mache, so Schuhmann. Angesichts der Kargheit der Produktionsmittel sei es kaum zu fassen, wie groß die Variation der Emotionen ist, die man auf einem einzigen Gesicht lesen kann und wie wenig Regisseur Omer Sterenberg benötigt, um seine Geschichte zu erzählen.

### Auszeichnungen
Internationale Filmfestspiele Berlin 2020
- Nominierung als Bester Kurzfilm (Omer Sterenberg)
- Nominierung als Bester Kurzfilm für den Teddy

Chicago International Film Festival 2020
- Nominierung als Bester Kurzfilm für den Gold Hugo (Omer Sterenberg)